# Veuzain-sur-Loire
Veuzain-sur-Loire – gmina we Francji, w Regionie Centralnym, w departamencie Loir-et-Cher. W 2013 roku liczba ludności wynosiła 3861 mieszkańców. 
Gmina została utworzona 1 stycznia 2017 roku z połączenia dwóch ówczesnych gmin: Onzain oraz Veuves. Siedzibą gminy została miejscowość Onzain.